# Єжи Мацулевич
Єжи Мацулевич (нар. 30 травня 1955, Дашів, Іллінецький район, Вінницька область, Українська РСР, СРСР) — узбецький релігійний діяч, католицький єпископ. Апостольський адміністратор Узбекистану і титулярний єпископ Нари (з 2005)

## Біографія
Єжи Мацулевич народився 30 травня 1955 року в селищі Дашів Іллінецького району, Вінницької області Українська РСР. У 1957 році, його родина, як частина останньої хвилі масових переселень поляків зі східних прикордонних територій, переїхала до Польщі та оселилась у Домброва-Гурнича. Він також закінчив тут початкову школу, а потім енергетичний технікум у Сосновці.
У 1989 році 34-річний Єжи Мацулевич вступив до ордену францисканців у Кракові. 25 вересня 1990 року прийняв перші обіти. Потім навчався у Вищій духовній семінарії у Кракові (Польща).
2 жовтня 1994 року — склав вічні обіти. З 1994 року — навчався в Римі. З 1995 року — бакалавр, а з 1997 року — ліценціат з богослов'я.
22 червня 1996 року рукоположений у священики в місті Кракові єпископом Адамом Шмігельським.
В 1997—2000 роках працював у Центрі святого Максиміліана Марії Кольбе в м. Харменже (Гміна Освенцим Освенцимського повіту, Малопольського воєводства Польщі), який розташований біля колишнього нацистського концтабору Освенцим. Протягом дворічного періоду викладав у Вищій духовній семінарії в Кракові.
У 2000 році обраний вікарієм і провінційним секретарем ордена. З 2001 року — генеральний асистент Ордену менших братів конвентуальних для Східної Європи.
1 квітня 2005 року призначений Апостольським адміністратором Узбекистану і титулярним єпископом Нари. 14 травня 2005 року Державний секретар Святого Престолу кардинал Анджело Содано здійснив у Римі його єпископську хіротонію. Ординація відбулося в римській базиліці святих Апостолів, яка знаходиться поруч з головним будинком ордену францисканців. 26 червня 2005 року вступив на посаду апостольського адміністратора.. Церемонія офіційного вступу на посаду відбулася в ташкентському храмі Святішого Серця Ісуса.
1 березня 2019 року він брав участь у візиті Ad limina apostolorum до Ватикану разом з папою Франциском, єпископами Казахстану та представниками Церкви з Центральної Азії.